# Pfarrhaus (Scheuring)

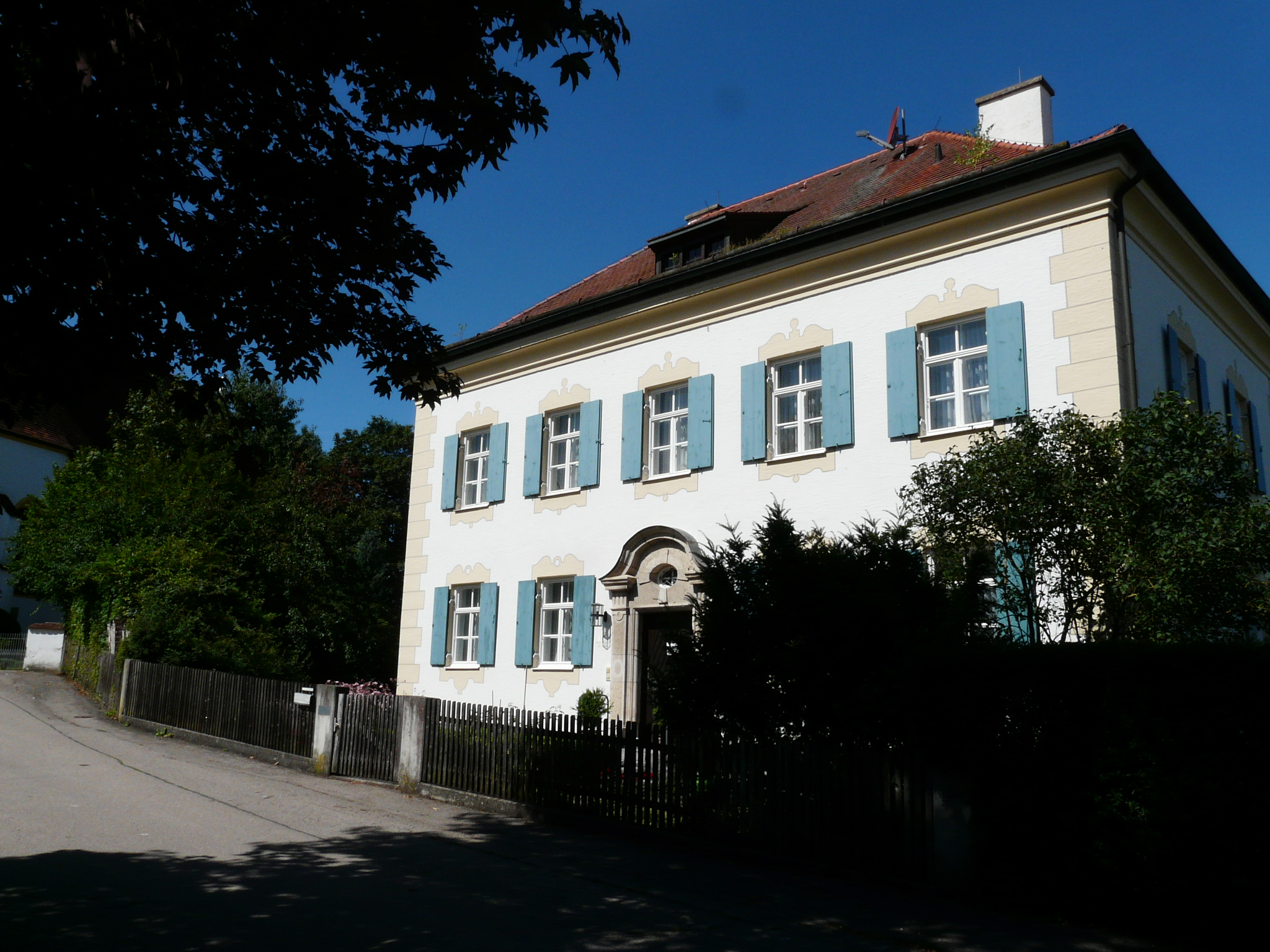
Pfarrhaus in Scheuring

Das Pfarrhaus in Scheuring, einer Gemeinde im oberbayerischen Landkreis Landsberg am Lech, wurde 1907 anstelle eines Vorgängerbaus aus dem Jahr 1554 errichtet. Das Pfarrhaus am Kirchplatz 2, neben der katholischen Pfarrkirche St. Martin, ist ein geschütztes Baudenkmal.

## Beschreibung
Der zweigeschossige Walmdachbau mit fünf zu vier Fensterachsen steht auf einem Sockelfundament. Die aufgemalte Eckquaderung und ein profiliertes Traufgesims gliedern den Bau. Das reich gestaltete Portal aus Kunststein mit sternförmig aufgedoppelter Holztür liegt in der Mittelachse der Straßenseite. Es wird von Pilastern eingefasst und von einem profilierten Schweifgiebel mit querliegendem, ovalem Oberlicht bekrönt. Die sechsteiligen Doppelfenster werden von einer barockisierenden Ornamentmalerei gerahmt.
Die Wappentafel aus Rotmarmor am Nebengebäude stammt vom abgebrochenen Pfarrstadel. Sie ist mit der Jahreszahl 1649 bezeichnet.
Die teils mit Strebepfeilern versehene Einfriedung, eine Ummauerung des Pfarrgartens auf der West-, Nord- und Südseite, stammt aus dem 17./18. Jahrhundert.
Das ebenfalls 1907 errichtete Ökonomiegebäude wurde Ende der 1960er Jahre abgebrochen.